# チューリップテレビNEWS
『チューリップテレビNEWS』（チューリップテレビニュース）は、チューリップテレビで放送されているローカルニュース番組である。
見出し字は『JNNニュース』全国パートと同一デザイン。

## 放送時間
※ ここでの時間表記は、すべて日本時間のもの。

### 単独番組
- 金曜日 22:54 - 23:00[2]

### 内包枠
平日
- 11:50 - 11:54頃（『ひるおび・午前』に内包）
- 23:50 - 23:52頃（『news23』に内包[3]。）

土曜日
- 11:54 - 11:56（『JNN NEWS』に内包）
- 17:44頃 - 17:47頃（『報道特集』に内包。見出し字は『報道特集』全国パートと同一デザイン）

日曜日
- 11:35 - 11:38（『JNN NEWS』に内包）
- 17:45 - 17:54（『Nスタ』に内包。見出し字は『Nスタ』全国パートと同一デザイン）

## 関連番組
現在
- ニュース6

過去
- チョイス!
- チューリップ報道深夜便
- イブニング・ニュースとやま
- チューリップワイド THE NEWS
- ニュース深夜便

など